# Einsatzstäbe (Kriegsmarine)
Die Einsatzstäbe waren kurzzeitig existierende deutsche Verbände der Kriegsmarine im Zweiten Weltkrieg.

## Marineeinsatzstab Krim
Der Marineeinsatzstab Krim oder auch Einsatzstab Scheurlen wurde am 24. Juli 1942 eingerichtet. Die Aufgabe des Stabes bestand in der Vorbereitung und Durchführung der Unternehmen Blücher und Blücher II. Nach der Evakuierung von Noworossijsk, dem damals größten noch verbliebenen Stützpunkt der Schwarzmeerflotte, durch die Sowjets wurde im September 1942 der Marineeinsatzstab Krim aufgelöst.
Chef des Marineeinsatzstabes Krim war der Konteradmiral Ernst Scheurlen. 1. Admiralstabsoffizier war von Juli 1942 bis September 1942 Fregattenkapitän Franz Frerichs, anschließend Kommandant der Schlesien, und von da an bis zur Auflösung Korvettenkapitän Hans Sönnichsen.

## Marineeinsatzstab Kertsch
Der Marineeinsatzstab Kertsch bestand im Oktober/November 1942, wobei die 1. und 3. Landungsflottille dem Einsatzstab zugeteilt wurde. Anschließend verlegte der Einsatzstab nach Berdjansk und blieb aber ohne Einsatz.

## Landungseinsatzstab Kertsch
Der Landungseinsatzstab Kertsch (L-Einsatzstab) wurde am 1. Januar 1943 eingerichtet. Die 1., 3., 5. (1) (Aufstellung im April 1943) und 7. Landungsflottille (Aufstellung im Juli 1943) wurde diesem unterstellt. Die Aufgabe bestand in der Leitung der Einsätze der unterstellten Landungsflottillen in der Straße von Kertsch und auf den Geleitstrecken im Schwarzen und Asowschen Meer. Am 10. Oktober 1943 wurde der Landungseinsatzstab Kertsch wieder aufgelöst.
Chef des Landungseinsatzstabes Kertsch war von 15. Februar 1943 bis 15. Mai 1943 der Konteradmiral Ernst Scheurlen, ehemaliger Chef des Marineeinsatzstabes Krim. 1. Admiralstabsoffizier war in dieser Zeit Korvettenkapitän Hans Richard Paschen.
Später wurde Korvettenkapitän/Fregattenkapitän Gustav Strempel, welcher zeitgleich Chef der 3. Landungsflottille war und später Chef des Landungseinsatzstabes Polarküste wurde, Chef des Einsatzstabes.

## Landungseinsatzstab Polarküste
Bereits ab dem Frühjahr 1942 bestand die Planung für die Einrichtung des Landungseinsatzstabes Polarküste. Vorgesehen war sogar die Aufstellung eines Stabes Admiral der Landungsstreitkräfte zur Vorbereitung und Durchführung einer Landung auf der Fischerhalbinsel im Zuge des Unternehmens Wiesengrund. Das Unternehmen wurde immer wieder verschoben und 1944 aufgegeben. Erst im September 1944 wurde der Landungseinsatzstab Polarküste (L-Einsatzstab) aufgestellt und erhielt die 5. (2), 6. (2), 8. und 9. Landungsflottille zur Unterstellung, wobei bis November 1944 die truppendienstliche Unterstellung bei den jeweiligen Seekommandanten blieb. Bis zu diesem Zeitpunkt hatte der Landungseinsatzstabes Polarküste die Aufgabe den Rückzug aus dem Raum Kirkenes und Hammerfest in Nordnorwegen zu unterstützen. Anschließend erfolgten Transporteinsätze zur Rückverlegung von Heeresverbänden im norwegischen Seegebiet. Die Unterstellung war unter den Admiral der norwegischen Polarküste. Im April 1945 wurde der Landungseinsatzstabes Polarküste aufgelöst.
Chef des Landungseinsatzstabes Polarküste war der Fregattenkapitän Gustav Strempel, welcher vormals Chef des Landungseinsatzstabes Kertsch war und bis Januar 1944 zeitgleich Chef der 3. Landungsflottille blieb.